# Tony Parenti

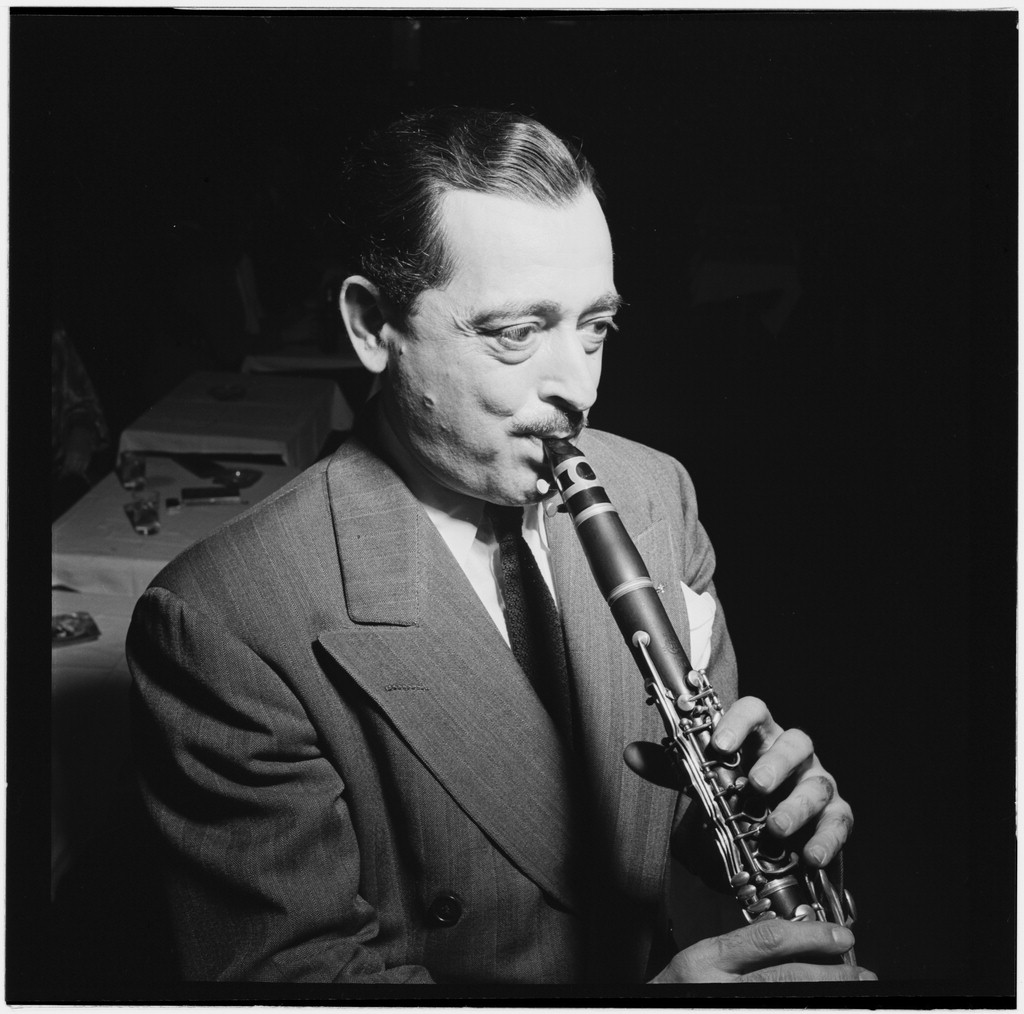
Tony Parenti, Jimmy Ryan’s (Club), New York, ca. August 1946.
Fotografie von William P. Gottlieb.

Anthony Parenti (* 6. August 1900 in New Orleans; † 17. April 1972 in New York City) war ein US-amerikanischer Jazz-Klarinettist des New Orleans Jazz. Obgleich „chronisch unterschätzt“ bewertet ihn Reclams Jazzlexikon als „einen der besten New-Orleans-Klarinettisten“, dessen Stil „voller Überraschungen und aufregender Momente“ war.

## Leben und Wirken
Parenti spielte als Kind zuerst Violine und wechselte dann zur Klarinette, wobei er schnell so große Fortschritte machte, dass er für Alcide Nunez in Papa Jack Laine’s Band einspringen konnte. Er spielte zunächst in Joseph Tavernos Italian Band, dann bei Alfred „Baby“ Laine (1914), Nick LaRocca und „Johnny De Droit’s Jazz Orchestra“ (die erste Jazzband, die für die oberen Schichten in New Orleans spielte). Ab 1921 leitete er eine eigene Band im „Bienville Roof“ und von 1922 bis 1924 im Restaurant „La Vida“ in New Orleans, mit der er auch aufnahm („Anthony Parenti and his Melody Boys“). Sein Ruf war so gut, dass er schon 1922 ein Angebot des Posaunisten Eddie Edwards erhielt, mit nach Chicago zu gehen. Damals waren seine Eltern dagegen, und auch einen Ruf 1925 von Paul Whiteman schlug er aus. Erst 1927 verließ er New Orleans und ging nach New York, wo er bei Ben Pollack (als Ersatz für Benny Goodman), Irving Mills, Paul Ash, den Dorsey Brüdern spielte. Ab 1930 war er dort bei CBS Mitglied des „Radio City Symphony Orchestra“.  von 1938 bis 1944 war er auf Tour in der Band des Entertainers Ted Lewis, wie auch Muggsy Spanier. 1944 nahm er mit Sidney Bechet und Max Miller in Chicago auf.
Im Jahr 1945 war er wieder in New York, wo er mit Eddie Condon und George Brunies spielte. Danach hatte er in New York eine eigene Band „Tony Parenti and his New Orleanians“, in der u. a. Wild Bill Davison, Art Hodes, Pops Foster, Arthur Trappier (Schlagzeug) und Jimmy Archey spielten (häufig im „Jimmy Ryan’s Club“) und mit der er auch Aufnahmen machte (so 1949 auf der ersten Platte des Jazzology Labels von George Buck). Von 1947 bis 1949 war er in Chicago, wo er mit Muggsy Spanier (1947) und Miff Mole (1948/9) spielte, und 1950 in Miami. 1952 spielte er sieben Wochen bei den „Dukes of Dixieland“ der Assunto Brüder, als er New Orleans besuchte, und 1954 im Trio mit Joe Sullivan und Zutty Singleton. 1954 war er wieder in New York; im Jahr darauf nahm er mit Red Allen und Tyree Glenn auf. 1958 spielte er bei Louis Armstrong und von 1962 bis 1963 bei den Dukes of Dixieland und in Eddie Condon’s Club, von 1963 bis 1969 mit eigener Band im „Jimmy Ryans“, danach bis zu seinem Tod in seinem eigenen Club.

Neben Klarinette spielte er auch Alt- und Tenorsaxophon. Parenti begeisterte sich zeitlebens für den Pferderennsport. Musikerkollegen berichten, wie er fast jeden verdienten Dollar für Wetten ausgab.

## Diskographische Hinweise
- Tony Parenti & His Orleanians (Jazzology, 1949) mit Wild Bill  Davison, Jimmy Archey, Art Hodes, George „Pops“ Foster, Arthur Trappier
- Ragtime Jubilee (Jazzology)
- Tony Parenti & His Downtown Boys (Jazzology, 1955–65) mit Dick Wellstood, Armand Hug
- Jean Kittrell Sings the Blues (Jazzology, 1967)
- The Final Bar (Jazzology, 1971) mit Max Kaminsky, Charlie Bornemann, Bobby Pratt, Buzzy Drootin